# Amata felkeli
Amata felkeli är en fjärilsart som beskrevs av Hermann Stauder 1921. Amata felkeli ingår i släktet Amata och familjen björnspinnare. Inga underarter finns listade i Catalogue of Life.